# بادوش
بادوش نام روستای در استان نینوا در عراق در نزدیکی شهر موصل است.
سد بادوش که بر روی رودخانه دجله قرار دارد در شمال این روستا واقع شده‌است.
کارخانه سیمان بادوش نیز در شمال این روستا واقع گردیده‌است. این کارخانه اولین کارخانه سیمان در عراق است و در سال ۱۹۵۵ تأسیس شده‌است. این کارخانه توسط داعش خسارت دیده‌است.